# Analogfotografie

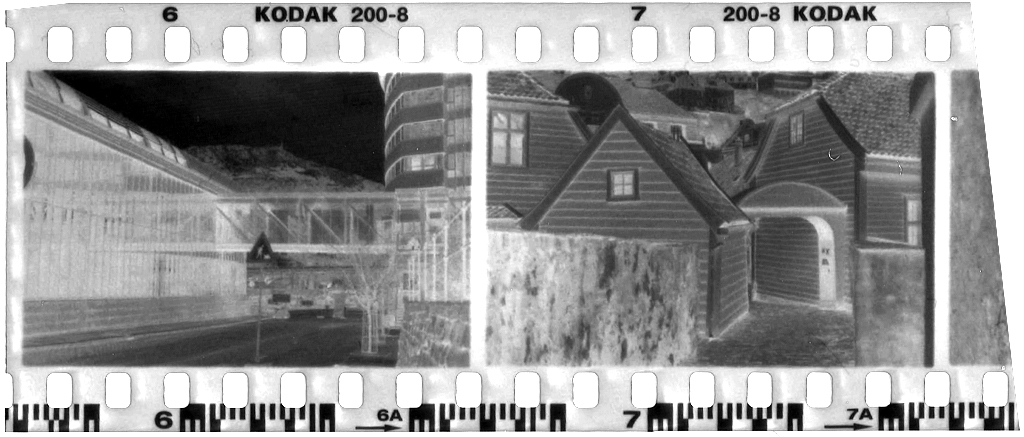
Analoges Filmmaterial aus den 1980er- und 1990er-Jahren

Analogfotografie oder analoge Fotografie (Pendant zu Digitalfotografie) ist ein retronymer Begriff aus der Fototechnik und bezeichnet die Fotografie auf fotografischem Film, auf Fotoplatten, auf Sofortbildmaterial sowie (bei Edeldruckverfahren) auf beschichtetem Papier oder auf Metallplatten.

## Hintergrund
Eine Fotografie kann weder analog noch digital sein. Lediglich die Bildinformation kann punktuell mittels physikalischer, analog messbarer Signale (Densitometrie, Spektroskopie) bestimmt und gegebenenfalls nachträglich digitalisiert werden.
Nach der Belichtung des Films liegt die Bildinformation zunächst nur latent vor. Gespeichert wird diese Information nicht in der Analogkamera, sondern erst bei der Entwicklung des Films mittels chemischer Reaktion in einer dreidimensionalen Gelatineschicht (Film hat mehrere übereinander liegende Sensibilisierungsschichten). Die Bildinformation liegt danach auf dem ursprünglichen Aufnahmemedium (Diapositiv oder Negativ) unmittelbar vor. Sie ist ohne weitere Hilfsmittel als Fotografie (Unikat) in Form von entwickelten Silberhalogeniden bzw. Farbkupplern sichtbar. Gegebenenfalls kann aus solchen Fotografien in einem zweiten chemischen Prozess im Fotolabor ein Papierbild erzeugt werden, bzw. kann dies nun auch durch Einscannen und Ausdrucken erfolgen.
Bei der digitalen Speicherung werden die analogen Signale aus dem Kamerasensor in einer zweiten Stufe digitalisiert und werden damit elektronisch interpretier- und weiterverarbeitbar. Die digitale Bildspeicherung mittels Analog-Digital-Wandler nach Auslesen aus dem Chip der Digitalkamera arbeitet (vereinfacht) mit einer lediglich zweidimensional erzeugten digitalen Interpretation der analogen Bildinformation und erzeugt eine beliebig oft (praktisch verlustfrei) kopierbare Datei in Form von differentiell ermittelten digitalen Absolutwerten. Diese Dateien werden unmittelbar nach der Aufnahme innerhalb der Kamera in Speicherkarten abgelegt. Mittels geeigneter Bildbearbeitungssoftware können diese Dateien danach ausgelesen, weiter verarbeitet und auf einem Monitor oder Drucker als sichtbare Fotografie ausgegeben werden.

## Kulturwissenschaftliche Aspekte
Eine Fotografie wird subjektiv als gut, interessant oder beeindruckend, niemals aber digital oder analog empfunden. Für den Betrachter spielt die Aufnahmetechnik inzwischen kaum noch eine Rolle, weil der Unterschied bei kleinen Bildformaten nicht mehr erkennbar ist. Der Bildeindruck beim Betrachten einer Fotografie wird maßgeblich durch kulturelle und physiologische Faktoren bestimmt und nicht durch die dabei verwendete Speichertechnik. Kulturwissenschaftlich werden die beiden Techniken jedoch unterschiedlich behandelt:
- Für den Erzeuger des Bildes spielt es sehr wohl eine Rolle, ob er ein einmalig vorhandenes Original (das Dia bzw. Negativ) in Händen hält oder eine binärcodierte Beschreibung dessen, was als Bild erst wiederhergestellt werden muss.
- Die manuelle Herstellung einer klassischen Fotografie stellt eine kulturelle Leistung dar; ein Handwerk, das unmittelbar an eine Reihe traditioneller und proprietärer Verfahren, Kenntnisse und Fertigkeiten im Studio, Atelier oder Fotolabor gekoppelt ist, ohne die das Bild letztlich nicht realisierbar wird. Mittels dieses Handwerks erzeugt man jedes Mal ein neues, unverwechselbares Original.
- Die kognitiv erfahrbare Information des Bildes liegt bei der Fotografie jedem Betrachter unmittelbar vor. Eine Fotografie, die unabhängig vom situativen Kontext aufgefunden wird, lässt sofort erkennen, dass es sich um eine Fotografie handelt. Man hält das Dia/Negativ gegen das Kerzenlicht und erkennt: Eine Fotografie! Damit wird der Zugang zum fotografischen Bild auch strukturschwachen Kulturkreisen überhaupt erst möglich.
- Eine auf einer DVD (oder älteren Speicherform) digital gespeicherte Bildinformation bedarf zur Basis-Interpretation zumindest einer kompatiblen digitalen Decodierungs-Struktur, die, zumindest was das Lesen des Speichermediums betrifft, als Hardware vorliegen muss. Diese notwendige Struktur unterliegt einer schnell wechselnden Entwicklung, der einzelne Kulturkreise in der Breite nicht ohne weiteres folgen können.
- Die Geschwindigkeit, mit der eine fotografische Bildinformation weltweit zur Verfügung steht, ist durch den Einsatz digitaler Netzwerke erheblich gestiegen, setzt letztere aber zwingend voraus.

## Nutzung
Die Verwendung und Bedeutung als allgemein bildgebendes Instrument im Alltag tritt in den Industriestaaten immer weiter zurück. Einige Amateure und Hobbyfotografen sind aber den Schritt zur Digitalkamera nie gegangen und setzen die Analogfotografie wie gewohnt auch weiterhin ein.
Unter einigen professionellen Fotografen und „Fine-Art“-Künstlern sowie beim Einsatz von Großformatkameras genießt die Fotografie mit Analogkameras bis hin zur klassischen Ausarbeitung der Bilder im Fotolabor durchaus ein Dasein. Für die archivfeste Einlagerung von Bildmaterial über lange Zeiträume hinweg werden zum Teil auch heute noch professionelle Reprokameras mit Filmmaterial verwendet.
Wesentliches auch weiterhin bestehendes Anwendungsfeld der Analogfotografie ist daneben die professionelle Sofortbildfotografie. Sofort verfügbare Papierbilder sind außer im Kunstgewerbe namentlich noch bei der Dokumentation technischer oder juristischer Sachverhalte von Bedeutung. Sofortbilder (Papierbilder) können dabei grundsätzlich ebenso von digitalen wie von fotochemischen Bildaufzeichnungen her gewonnen werden. Einige Fotografen nutzen die analoge Sofortbildfotografie auch, um sowohl ein einmaliges Original als auch eine ungewöhnliche und besondere Bildwirkung zu erzielen.

## Renaissance der Analogfotografie

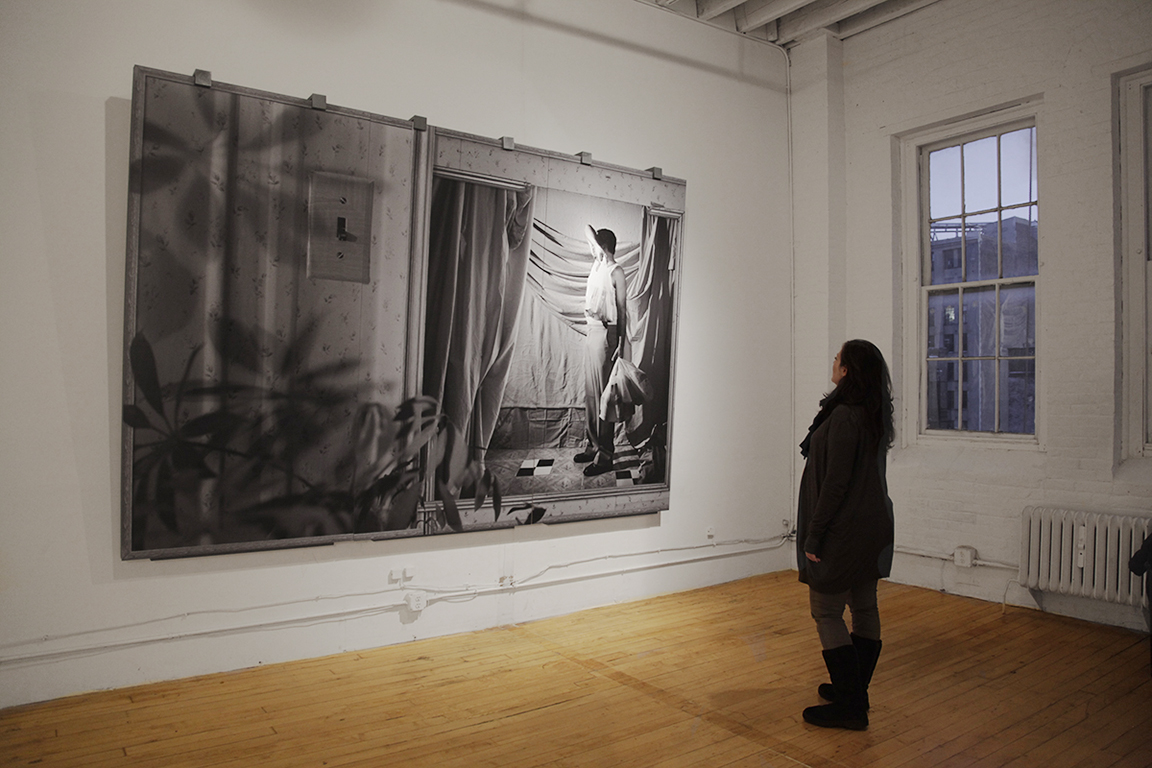
Helac Fine Art. New York

Die Analogfotografie erfährt nur wenige Jahre nach ihrem vermeintlichen Ende als Kunstform eine Renaissance. In Ausstellungen für großformatige Fotografien tauchen mehr und mehr sogenannte Fine-Art-Prints auf. Es handelt sich meist um aufwendig hergestellte Handvergrößerungen.
Seit Ende des 20. Jahrhunderts entdecken einige Fotografen wieder die frühen Edeldruckverfahren sowie die Technik der Kollodiumfotografie. Der Prozess und die aufwendige Herstellung wird dabei oft als Herausforderung empfunden. Die Ergebnisse zeigen zum Teil außergewöhnliche Tonwerte, die mit modernen Techniken nicht zu realisieren sind.
Seit den 2010er-Jahren erfreut sich die gewöhnliche Kleinbild-Fotografie, aber auch Mittelformat-, Großformat- und Sofortbildfotografie, steigender Beliebtheit als künstlerisches Hobby; der unperfekte Stil besonders alter Aufnahmen gilt selbst in der modernen Digitalfotografie als modisch und wird als inhaltliches Stilmittel eingesetzt. Unterstützt wird diese Renaissance durch den immer leichter werdenden Zugang zu dem alten Wissen über digitale Medien wie etwa Blogs und Foren.

## Hybridfotografie
Zu Beginn der 2010er-Jahre entwickelte sich ein Trend, vorhandene Analogkameras auch professionell wieder für die Aufnahme auf Filmmaterial zu verwenden. Die entwickelten Negative werden dabei anschließend nicht mehr in der Dunkelkammer vergrößert, sondern eingescannt, um diese danach digital weiter zu verarbeiten. Diese Technik der Hybridfotografie ist ein Teilbereich der Analogfotografie. Sie verbindet die Vorteile beider Systeme, digital und analog. Die schnelle und komfortable Speichermöglichkeit und die elektronische Weiterverarbeitung sowie die Möglichkeit, ein unverwechselbares Original in Händen zu haben und die hohe Auflösung und unregelmäßige Struktur klassischen Filmmaterials nutzen zu können. Für letzteres kommt dann gegebenenfalls als Option das klassische Fotolabor zur Anwendung. Inzwischen gibt es auch wieder Hersteller für neue Kameras innerhalb dieses Nischenmarktes.